# Flagge der Samen

Flagge der Samen

Die Flagge der Samen wurde am 15. August 1986 von der Nordischen Sámi-Konferenz als offizielle Flagge der Samen (samisch: Sámi) bestätigt.

## Geschichte

Eine Vorläuferform der offiziellen Flagge

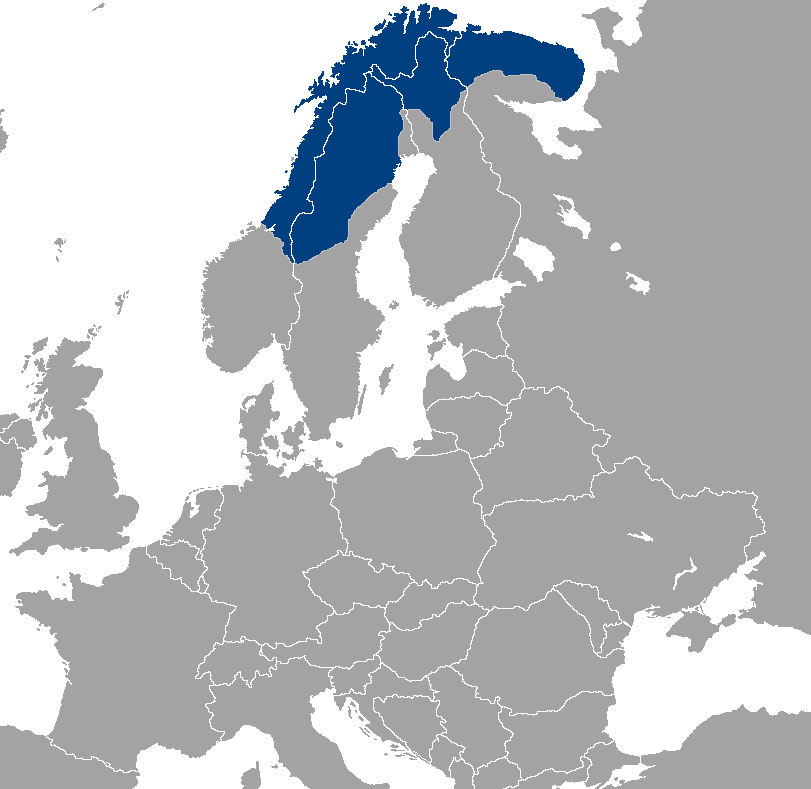
Sápmi, das Siedlungsgebiet der Samen in äußersten Norden Europas

Erstmals gezeigt wurde eine Flagge als siedlungs- und länderübergreifendes Symbol der Sámi im Juli 1979 während einer Demonstration im Rahmen von Protesten gegen den Bau des Alta-Staudamms am Fluss Altaelva in der Finnmark. Entworfen wurde diese noch dreifarbige Flagge von Synnøve Persen aus Porsanger.
In den 1980er Jahren veranstaltete die Nordische Sámi-Konferenz einen Wettbewerb, um eine offizielle gemeinsame Flagge der Sámi zu finden, deren Siedlungsgebiet (Sápmi) sich über die vier Staaten Finnland, Norwegen, Schweden und die damalige Sowjetunion, heute Russland, erstreckt. Die ausgewählte und 1986 während der XIII. Nordischen Sámi-Konferenz in Åre, Schweden, bestätigte Flagge wurde von Astrid Båhl entworfen, einer Sámi aus Skibotn in der norwegischen Provinz Troms.

## Flagge
Die Gestaltung nimmt Bezug auf das Gedicht Páiven párneh (samisch; deutsch: Die Söhne der Sonne) des Samí-Lyrikers Anders Fjellner (1795–1876), in dem die Sámi als Söhne und Töchter der Sonne beschrieben werden. Der Kreis symbolisiert die Rahmentrommel, wie sie im Schamanismus und der Musik der Sámi verwendet wird, sowie in der farblichen Zweiteilung die Sonne (rot) und den Mond (blau).
Die Farben Rot (Pantone 485C), Grün (Pantone 356C), Gelb (Pantone 116C) und Blau (Pantone 286C)
sind die Farben der traditionellen samischen Tracht und symbolisieren verschiedene Elemente in ihrem Leben. Rot steht für das Wärme und Licht spendende Feuer sowie die Liebe, Grün für die Natur und Pflanzen ihrer Heimat Sápmi, die entscheidend zum Überleben beitragen. Gelb repräsentiert die Sonne, die für Langlebigkeit steht, und Blau steht für das Wasser, ohne das kein Leben möglich ist.

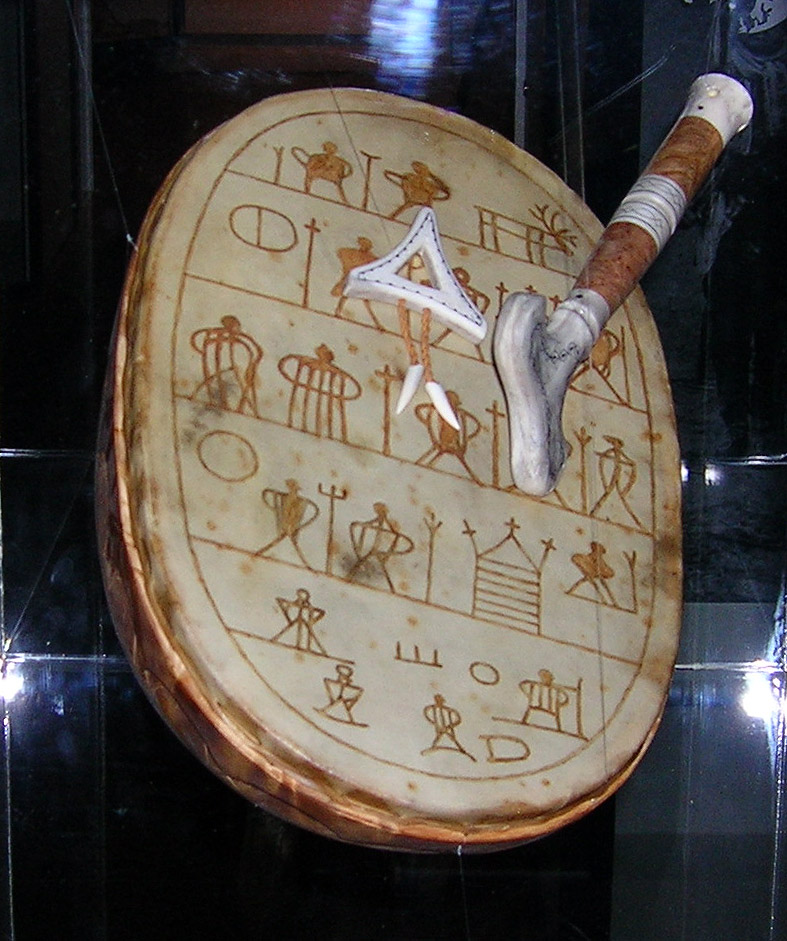
Schamanentrommel mit Sonne-Mond-Symbol (links oben)

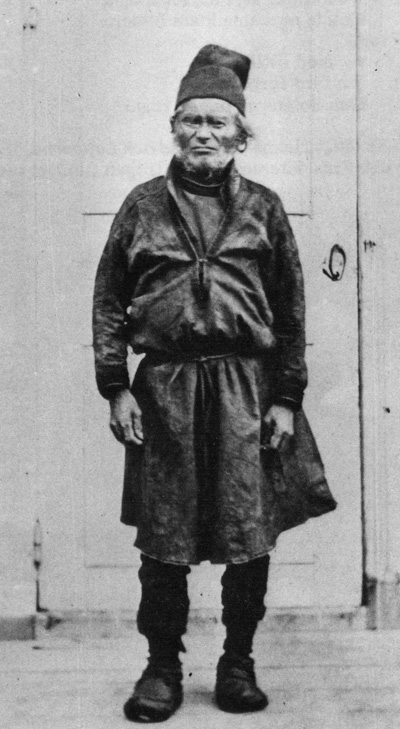
Anders Fjellner (1871)
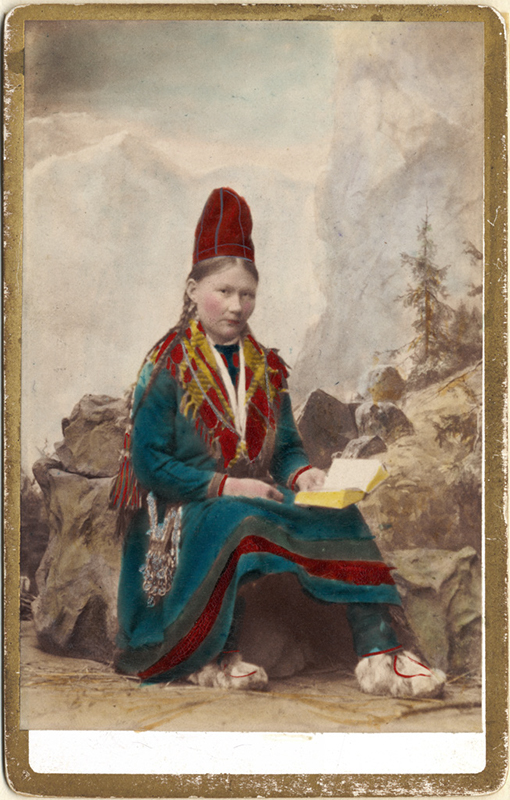
Historische Fotografie einer Sámi in Tracht (um 1870)
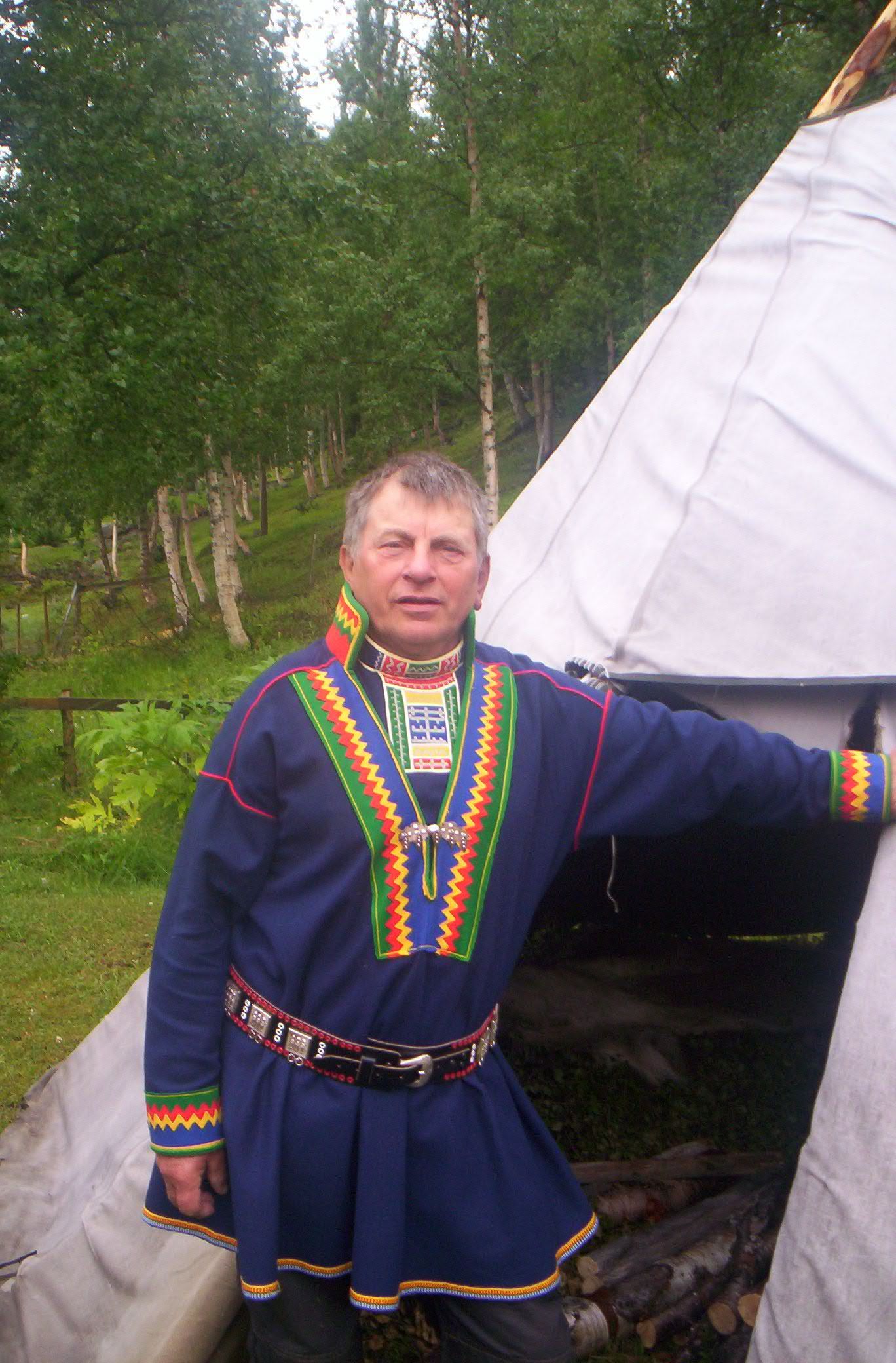
Sámi in traditioneller Tracht

## Flaggentage der Sámi

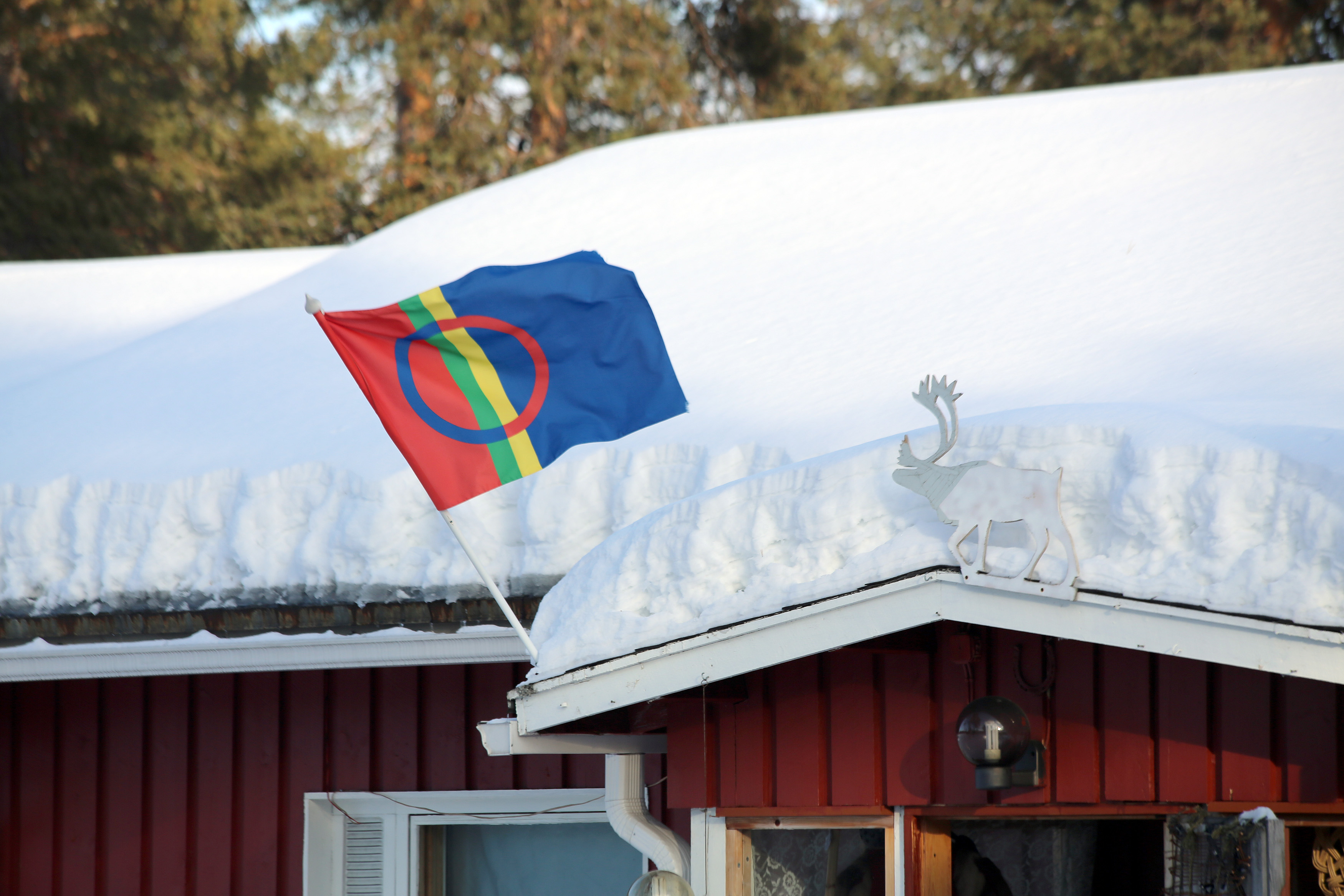
Die Flagge an einer Rentierfarm in Lappland

Vom Samenrat wurden während der Konferenz in Helsinki 1992 erstmals sieben Tage festgelegt, an denen die Flagge im Jahresverlauf offiziell genutzt wird. Während mehrerer Folgekonferenzen wurden seither vier weitere Flaggentage beschlossen. Diese Gedenk- und Feiertage erinnern an Ereignisse in der jüngeren Geschichte der Sámi wie etwa die Gründung von Institutionen zur Wahrung ihrer Interessen als in mehreren Staaten lebendes indigenes Volk. Der einzige Tag mit Bezug zur Tradition der Sámi ist Verkündigung des Herrn im März, ein traditioneller Feiertag, an dem im Speziellen auch die Sonne gefeiert wird.
| Datum        | Grund |
| ------------ | --- |
| 6. Februar   | Nationalfeiertag der Sámi, Erinnerung an die erste Konferenz aller Sámi (Treffen von Trondheim 1917)                                                       |
| 2. März      | Das finnische Sámi-Parlament wurde 1996 umorganisiert und neu eingerichtet                                                                                 |
| März         | Verkündigung des Herrn |
| Juni         | Mittsommerfest |
| 9. August    | Internationaler Tag der autochthonen Bevölkerungsgruppen der Welt der Vereinten Nationen                                                                   |
| 15. August   | Offizielle Bestätigung der Flagge 1986 |
| 18. August   | Schaffung der Nordischen Sámi-Konferenz (Vorläufer des Samenrates) 1956 in Karasjok                                                                        |
| 26. August   | Gründung des schwedischen Sámi-Parlaments 1993 |
| 9. Oktober   | Gründung des norwegischen Sámi-Parlaments 1989 |
| 9. November  | Gründung des finnischen Sámi-Parlaments 1973 |
| 15. November | Geburtstag von Isak Saba (1875–1921), dem ersten Sámi in einem nationalen Parlament (Storting) und Verfasser des Textes der Nationalhymne Sámi soga lávlla |